# Bred 2 Die, Born 2 Live
Bred 2 Die, Born 2 Live è il secondo disco registrato dal giovane pioniere del genere crunk nonché "Prince of Crunk", Lil Scrappy. A questo disco hanno partecipato nomi di grande spicco fra i quali ricordiamo il produttore beatmaker Lil Jon e un altro nome di rilievo dell'attuale gangsta rap 50 Cent, che assieme hanno lavorato per portare a termine la fusione fra la BME Recordings e la G-Unit, ed è proprio Lil Scrappy il primo artista a produrre un LP per la label che prende il nome di "G'$ Up".
Prima che uscisse l'album, Lil Scrappy e DJ Don Cannon pubblicarono un mixtape come preludio al disco: "Expect the Unexpected".

## Tracce
| Traccia | Titolo                   | Produttore\i         | Partecipanti                      | Durata |
| ------- | ------------------------ | -------------------- | --------------------------------- | ------ |
| 1       | "I'm Back"               | Lil Jon              |                                   | 2:57   |
| 2       | "Touching Everything"    | Jazze Pha            | Yung Joc                          | 4:49   |
| 3       | "Young and Famous"       |                      | Stayfresh                         | 1:12   |
| 4       | "Money in the Bank"      | Ike Dirty            | Young Buck                        | 3:53   |
| 5       | "Been a Boss"            | Lil Jon, Young Jeezy | Young Dro & Bohagon               | 4:51   |
| 6       | "Gangsta, Gangsta"       | Lil Jon              | Lil Jon                           | 4:21   |
| 7       | "Posted In the Club"     | DJ Paul & Juicy J    | Three 6 Mafia                     | 3:49   |
| 8       | "Anutha Country Story"   |                      | Bohagon & Playboy                 | 1:24   |
| 9       | "Livin' in the Projects" | Jonathan Rotem       | Tupac Shakur                      | 4:14   |
| 10      | "Born to Live"           | Lil Jon              |                                   | 5:02   |
| 11      | "Pussy Poppin' "         | Shondrae             | Lloyd                             | 3:50   |
| 12      | "Get Right"              | Don Cannon           | Yo Gotti & Lil Chris              | 3:58   |
| 13      | "Baby Daddy"             | Sha Money XL         |                                   | 4:38   |
| 14      | "The Situation"          |                      | Nook                              | 1:51   |
| 15      | "Police"                 | Lil Jon              |                                   | 4:31   |
| 16      | "Like Me"                | Drumma Boy           |                                   | 3:58   |
| 17      | "G-Shit"                 | Kadis & Sean         | Olivia                            | 2:38   |
| 18      | "Nigga, What's Up"       | Jake-1               | 50 Cent                           | 3:16   |
| 19      | "Lord Have Mercy"        | Eminem               |                                   | 3:48   |
| 20      | "Oh Yeah (Work)"         | Lil Jon              | Sean P. of the YoungBloodZ & E-40 | 4:36   |

## Campionamenti
- Per la canzone "Been a Boss" è stato usato lo stesso campione della canzone di Fabolous e Young Jeezy, "Do the Damn Thang".
- Per la canzone "Livin' in the Projects" è stato usato lo stesso campione della canzone di Tupac Shakur e Scarface, "Smile".
- Per la canzone "Oh Yeah (Work)" è stato usato lo stesso campione del beat della canzone degli YoungBloodZ, "Presidential Shit" e quello della canzone di Lil Jon, "Snap Yo' Fingers".

## Tracce non pubblicate
- "Pop It Off"
- "My Life" (feat. 50 Cent & Chyna Whyte)
- "Put It In the Air" (feat. Nivea)
- "You Ain't Know" (feat. Bohagon) (Questa canzone è stata pubblicata nel myspace di Lil Jon nel gennaio 2006 ed anche nel mixtape di Lil Jon e la sua BME Recordings, The BME Mixtape)